# Adam Taube
Adam Anders Sylvester Taube, född den 12 januari 1932 i Uppsala, död den 17 juni 2023 i Uppsala domkyrkodistrikt, var en svensk friherre, statistiker och författare.

## Biografi
Taube avlade studentexamen 1952, filosofie kandidatexamen 1957 och filosofie licentiatexamen i Uppsala 1962. Han var amanuens på statistiska institutionen vid Uppsala universitet 1957–1959, assistent 1959, biträdande lärare där 1959–1961 och assistent vid Lantbrukshögskolan 1961–1962. Taube blev extra universitetslektor i statistik vid Uppsala universitet 1962 och ordinarie universitetslektor där 1965. Han disputerade för filosofie doktorsgrad 1969 på avhandlingen On the analysis of matched retrospective studies: a study in medical statistical practice. Under två och ett halvt år, från hösten 1972 till februari 1975, vistades Taube som professor och rådgivare vid Haile Selassie I University i Addis Abeba. 
Han tilldelades professors namn 1991 och promoverades till jubeldoktor 2019. Taube var ledamot av Vetenskapssamhället i Uppsala.
Adam Taube var son till Nils och Gurli Taube. Carl Taube var hans farbror. Taubes farmors far var Gunnar Wennerberg, vars Gluntar han har arrangerat för gitarr. Han var även engagerad i Orphei Drängar och Allmänna Sången.